# Baijiu
Baijiu (xinès simplificat: 白酒, pinyin: Báijiǔ, literalment 'Licor blanc'), o shaojiu és una beguda destil·lada de la Xina. Baijiu sovint es tradueix incorrectament com "vi" o "vi blanc," però en realitat és un destil·lat amb un grau alcohòlic entre el 35% i el 60% d'alcohol en volum (ABV). Cada tipus de baijiu utilitza un tipus de Qū diferent per a la fermentació exclusiva de la destil·leria per obtenir un perfil de sabor diferent i característic.
El Baijiu és una beguda clara normalment destil·lada del sorgo, però es poden usar altres cereals; les varietats de baijiu del sud de la Xina típicament es fan a partir d'arròs glutinós, en canvi al nord de la Xina es fa normalment de sorgo, blat, ordi, mill, o ocasionalment de les llàgrimes de Job (Coix lacryma-jobi).

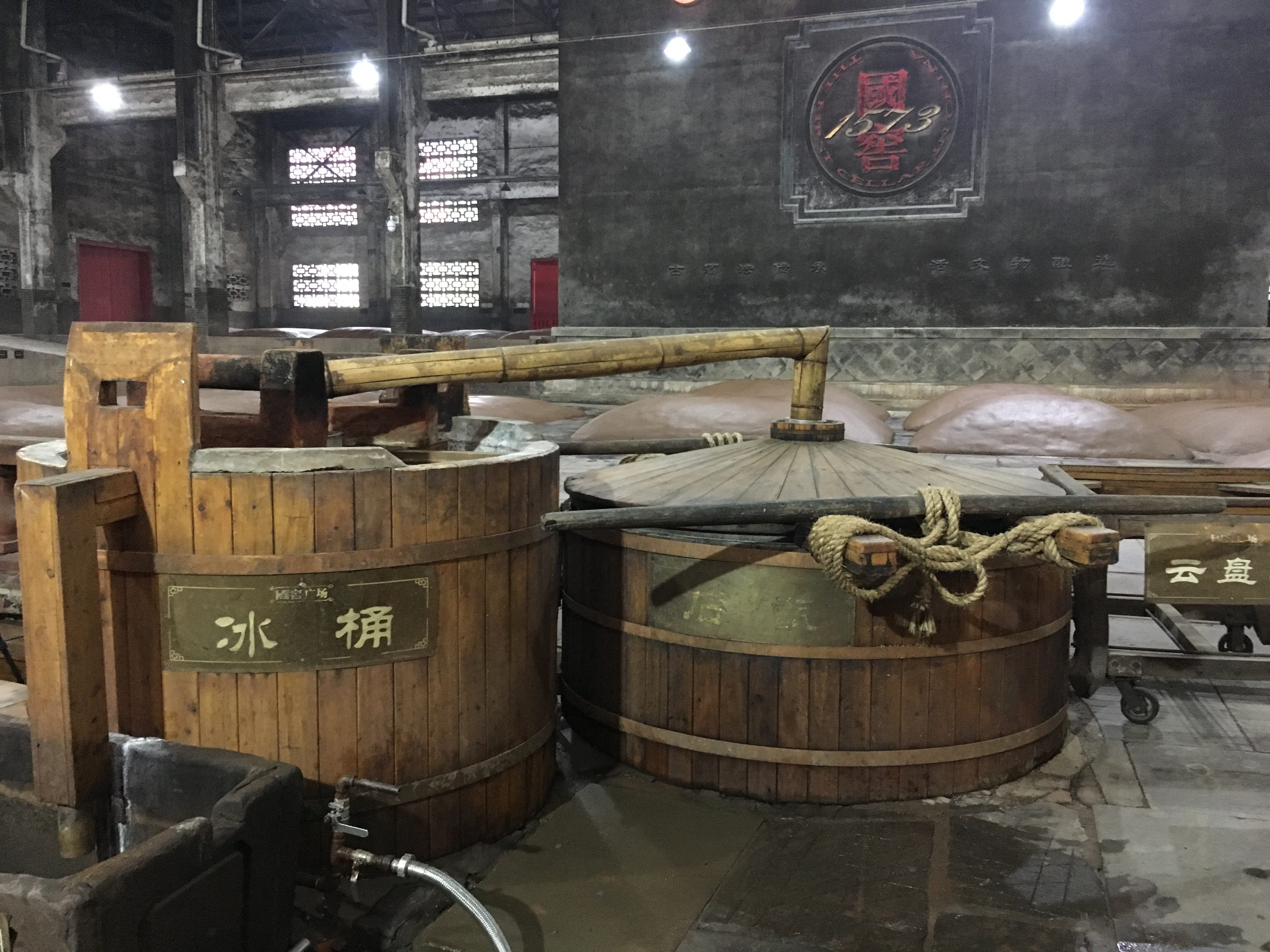
Una destil·leria Guojiao, amb aparells per a la destil·lació tradicional de baijiu.

Els xinesos tradicionalment serveixen el baijiu sense mesclar i a temperatura ambient, en tasses xicotetes o gots, tot i que els recipients varien segons la regió. És tradicional beure baijiu amb menjar en lloc de fer-ho sol, tot i que sovint s'infusiona amb fruites o herbes medicinals i espècies.
És probable que el baijiu de primer nivell provinga de destil·leries tradicionals de baijiu, com ara Kweichow Maotai, Wuliangye, Luzhou Laojiao, Shuijing Fang, i d'altres. D'altra banda, el baijiu de gamma baixa pot ser tan econòmic com una llauna de cervesa.
El Baijiu és el licor més venut del món, amb cinc mil milions de litres venuts el 2016, i 10.800 milions de litres venuts el 2018, més que les vendes combinades de whisky, vodka, ginebra, rom i tequila. Així mateix, és el licor més consumit, amb 1.200 milions de caixes de nou litres consumides el 2018, principalment a la Xina, el triple del consum mundial de vodka.